# Hugues Ier du Maine
Pour les articles homonymes, voir Hugues et Hugues Ier.
Hugues Ier, mort entre 939 et 955, fut comte du Maine de 900 à sa mort, de la famille des Hugonides. Il était fils de Roger, comte du Maine, et de Rothilde.
Il succéda à son père en 900 et dut lutter contre le prétendant rorgonide, Gauzlin II. Ils firent la paix, et le prénom de certains descendants d'Hugues, laisse penser que la paix se conclut par un mariage entre Hugues et une fille probable de Gauzlin, pour laquelle le prénom de Bilichilde est proposé. Il y eut aussi en 914 un mariage entre sa sœur Judith et le robertien Hugues le Grand. Vers 920, le roi Charles le Simple retira le bénéfice de l'abbaye de Chelles à Rotilde pour le confier à son favori Haganon, entraînant une révolte qui plaça Robert Ier, le père d'Hugues le Grand, sur le trône. Petit à petit, le Maine passa sous la suzeraineté du duc de France, suzeraineté qui fut confirmée par le roi Raoul, mais Hugues eut le premier rang parmi les vassaux d'Hugues le Grand.
De son épouse, probable fille de Gauzlin II, il eut :
- Hugues II († avant 992), comte du Maine ;

- Mélissande, épouse (930) Guy Raoul (c'est-à-dire Guy fils de Raoul) vicomte de Brosse, dont :
  - Rothilde de Brosse (932-†986), qui épouse :
    1. Archambaud Ier de Comborn (950), sans postérité,
    2. Archambaud Ier de Bourbon (958), dont Archambaud II le Vieux,
    3. Géraud vicomte de Limoges (960), dont Guy Ier vicomte de Limoges ;
- Gauzlin, père d'un Rorgon ;
- probablement Hervé Ier, comte de Mortagne ;
- possiblement Raoul Ier, vicomte du Maine.